# L'home del carrer (pel·lícula)
 L'home del carrer (títol original en anglès: Meet John Doe) és una pel·lícula estatunidenca de Frank Capra estrenada el 1941 i doblada al català.
El guió va ser la darrera col·laboració de Robert Riskin amb Capra, i era una adaptació de la pel·lícula de 1939 titulada The Life and Death of John Doe, escrita per Richard Connell i Robert Presnell que passarien a ser els receptors de la nominació a l'oscar al millor guió original. El tema, però es basava en una història de Connell de 1922 publicada al Century Magazine i titulada "A Reputation".
Gary Cooper sempre va ser la primera elecció de Frank Capra per interpretar a John Doe. Cooper havia acceptat sense llegir el guió per dues raons: li havia agradat treballar amb Capra a la seva col·laboració anterior, Mr. Deeds Goes to Town (1936), i volia treballar amb Barbara Stanwyck. El paper de la periodista, tanmateix, s'oferia inicialment a Ann Sheridan, però la primera tria per al paper va ser tombada per la Warner Bros. a causa d'una disputa de contracte, i Olivia de Havilland va ser similarment contactat, per bé que sense èxit.

## Argument
Barbara Stanwyck en el paper d'una periodista a punt de ser despatxada, inventa un estratagema per conservar la seva feina. Publica en un últim article una carta incendiària que porta la firma de «John Doe» (L'home del carrer) i que anuncia el suïcidi d'un dels empleats acomiadats. L'èxit és de tal magnitud que el diari crea un «John Doe» i contracta un vagabund que acaba convertint-se en un personatge extraordinàriament popular.

## Adaptacions
Meet John Doe va ser dramatitzat com a obra de ràdio el 28 de setembre de 1941 per The Screen Guild Theater, protagonitzada per Gary Cooper, Barbara Stanwyck i Edward Arnold en els papers originals.
Una versió musical de la pel·lícula, escrita per Edward Sugarman i composta per Andrew Gerle, va ser produïda pel Ford's Theatre a Washington D.C., des del 16 de març fins al 20 de maig de 2007 presentant Heidi Blickenstaff com Ann Mitchell i James Moye com John Willoughby/John Doe. Donna Lynne Champlin prèviament havia aparegut com Ann Mitchell en versions de demostració. Bollywood va fer un remake titulat Main Azaad Hoon  (1989) protagonitzada per Amitabh Bachchan.

## Repartiment
- Gary Cooper: John Doe
- Barbara Stanwyck: Ann Mitchell
- Edward Arnold: Db Norton
- Walter Brennan: El coronel
- Spring Byington: Sra. Mitchell
- James Gleason: Henry Connell
- Gene Lockhart: Mayor Lovett
- Rod La Rocque: Ted Sheldon
- Irving Bacon: Beany
- Mitchell Lewis: Bennett
- Sterling Holloway: Dan

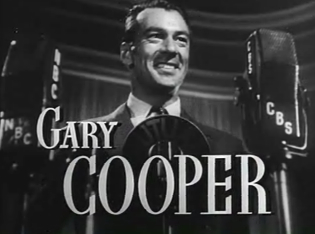
Gary Cooper

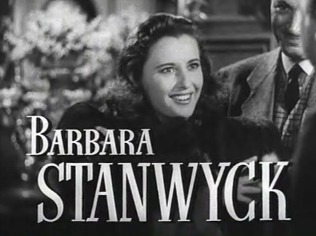
Barbara Stanwyck

- J. Farrell MacDonald: Sourpuss Smithers
- Regis Toomey: Bert Hansen

## Premis i nominacions

### Nominacions
- 1942. Oscar al millor guió original per Richard Connell i Robert Presnell Sr.

## Galeria

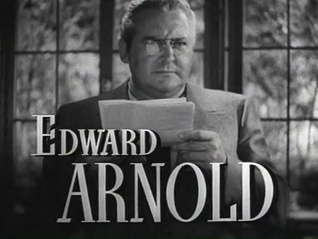
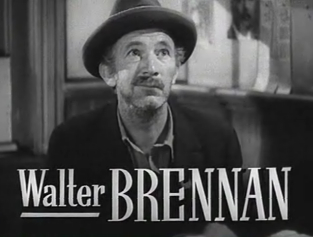
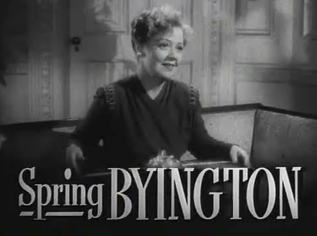
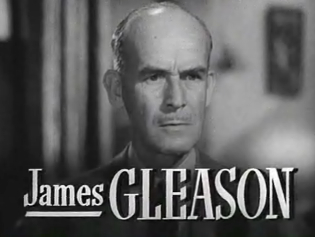